# Joachim Heberlein
Joachim V. R. Heberlein (* 1939 in Berlin; † 17. Februar 2014 in Minnesota) war ein deutscher Plasmaphysiker.

## Leben
Joachim Heberlein wurde 1939 in Berlin geboren. In Stuttgart studierte er Physik und wurde währenddessen Mitglied der Burschenschaft Alemannia Stuttgart. 1967 wechselte er an die University of Minnesota, um bei Emil Pfender ein Promotionsvorhaben im Maschinenbau aufzunehmen. Dieses schloss er 1975 ab.
Anschließend arbeitete er 14 Jahre lang bei der Forschungs- und Entwicklungsabteilung von Westinghouse Electric in Pittsburgh, zuletzt als Manager für angewandte Plasma-Forschung, Leuchtenforschung sowie Nuklear- und Strahlungstechnologie.
1989 kehrte er an die University of Minnesota als Associate Professor zurück. 1994 wurde er zum Professor befördert und im Jahr 2000 übernahm er die Ernst-Eckert-Professur. Anlässlich einer Feier zu seiner Emeritierung 2012 kamen im März 2013 50 Plasmaforscher aus aller Welt zusammen.
Als Doktorvater betreute Heberlein fast 30 Doktoranden, als Forscher veröffentlichte er über 140 wissenschaftliche Arbeiten und erhielt 13 Patente. Seine Untersuchungen zu industriellen Anwendungen von Plasma sind international anerkannt. Er gilt als einer der Väter der International Plasma Chemistry Society.
Heberlein war mit Yuko Heberlein verheiratet und hatte eine Tochter sowie einen Sohn. Er litt an Amyotropher Lateralsklerose (ALS).

## Ehrungen
- Mitglied der Thermal Spray Society Hall of Fame, 2004
- IUPAC Plasma Chemistry Award, 2009
- ASM Allan Ray Putnam Service Award, 2009
- Fellow of the ASM, 2011.

## Werke
- mit Pierre Fauchais and Maher Boulos: Thermal Spray Fundamentals, Springer, 2013